# Церква святого Ігнатія (Токіо)
Церква святого Ігнатія (яп. 聖イグナチオ教会, англ. st. Ignatius church) — костел Римо-Католицької Церкви в Японії в районі Тійода-ку, Токіо, Японія. Знаходиться на території католицького Софійського університету.

## Короткі відомості
Церква святого Ігнатія була збудована у 1999 році при єзуїтському Софійському університеті в Токіо. Названа на честь засновника Товариства Ісуса, святого Ігнатія Лойоли.
Церква складається з Головного храму, трьох каплиць і дзвіниці, збудованих у поєднані європейського модерного архітектурного стилю з традиційним японським.
Головний храм церкви має еліптичну форму, подібну до круглого яйця, що символізує життя і воскресіння Ісуса Христа. Інтер'єр собору прикрашений стилізованою фігурою розп'яття Спасителя, який ніби вітає відвідувачів і запрошує вірних прийняти разом із ним євхаристію.
Покрівля церкви тримається на 12 стовпах, що символізують 12 апостолів. Між цими стовпами розміщені 12 вітражів із зображенням сотворіння Богом всесвіту. Стеля церкви зроблена з прозорого скла у вигляді багатопелюсткової квітки лотоса.
Поруч із Головним храмом знаходяться каплиця св. Франциска Ксав'єра, каплиця Діви Марії і підземна каплиця криптія.

## Галерея

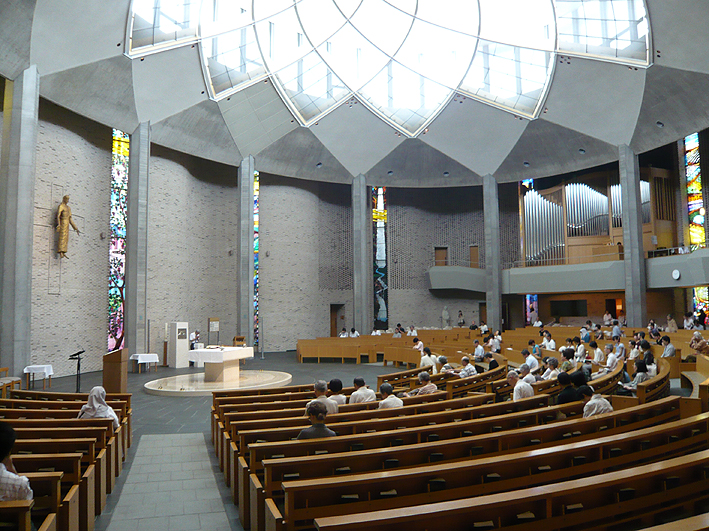
Інтер'єр костелу св. Ігнатія.
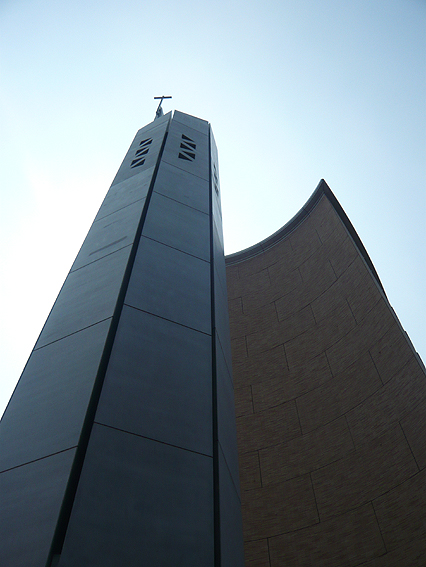
Дзвіниця
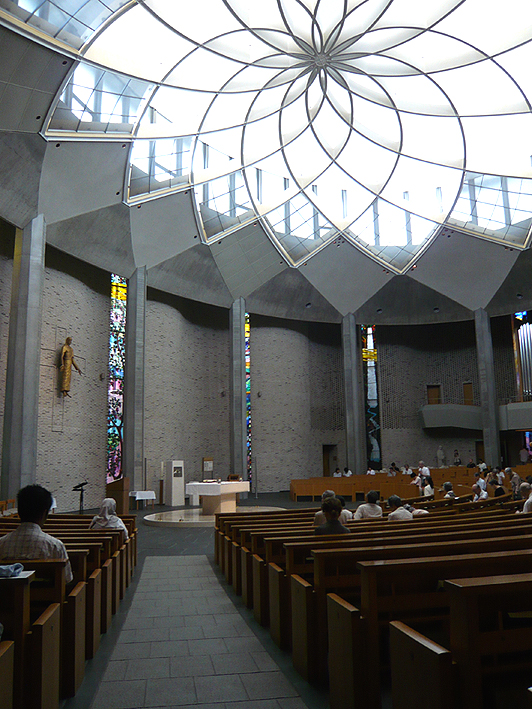
Стеля-лостос
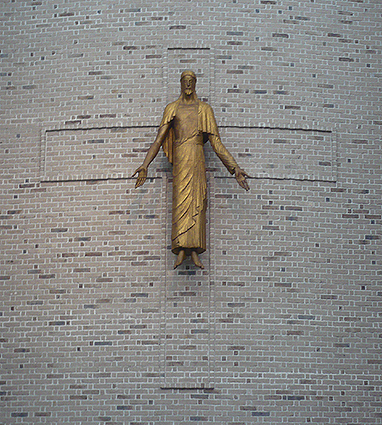
Стилізоване розп'яття
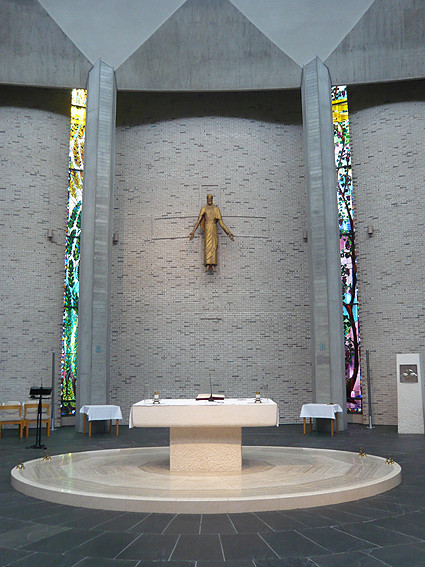
Вівтарна частина храму